# واوژینیتس سیل
واوژینیتس سیل (لهستانی: Wawrzyniec Cyl; ۲ ژوئیهٔ ۱۹۰۰ – ۷ فوریهٔ ۱۹۷۴) بازیکن فوتبال اهل لهستان بود.
وی همچنین در تیم ملی فوتبال لهستان بازی کرده‌است.